# Olof Tryselius
Olof Viktor Tryselius, född 26 maj 1905 i Västervik, Kalmar län, död 15 januari 1981 i Kungsholms församling, Stockholm, var en svensk hydrolog.
Efter studentexamen 1923 blev Tryselius filosofie kandidat vid Uppsala universitet 1927 och filosofie licentiat 1947. Han blev amanuens vid Uppsala universitets geografiska institution 1928, observator vid Abisko naturvetenskapliga station 1930, innehade olika anställningar som folkhögskollärare och meteorolog 1932–38, blev hydrolog vid SMHI 1938, statshydrolog 1945, förste statshydrolog 1948 och var byrådirektör där från 1960. Han var ordförande i Sveriges naturvetareförbund 1955–56 och i Geografiska förbundet 1954–55.
Olof Tryselius var son till postexpeditören Axel Tryselius och Alma Andrén. Han gifte sig 1938 med Elsa Niklasson (1907–1996), dotter till trävaruhandlaren Herman Niklasson och Jenny Nilsson. De fick barnen Ulf 1940, Eva 1945 och Rolf 1949.